# University Heights (San Diego)
University Heights es un barrio en el centro de San Diego localizado entre Park Boulevard y la Avenida Adams. El área está llena de restaurantes, cafeterías, boutiques, y estudios de artistas principalmente en Park Boulevard y la Avenida Adams. El área también es conocida por tener eventos en vivo adyacente a Hillcrest y Normal Heights, con más restaurantes, bares, cafeterías, y night clubs muy cerca a University Heights.
Justo al este de Park Boulevard se encuentra Trolley Barn Park, un lugar muy popular que atrae a familias para conciertos al aire libre especialmente los viernes en la tarde durante el verano. Este parque es conocido por su nombre ya que fue el sitio del "trolley barn", el lugar donde se enviaban los trolebuses para que fuesen reparados hasta reemplazarlos por autobuses en los años 1950. La acera alrededor del área de juego están minimizadas con las calles del barrio, diseñadas en una placa de piedra. La mayoría de las calles fueron con nombres de estados y expresidentes.